# Brille mit Goldrand
Brille mit Goldrand (Originaltitel: Gli occhiali d’oro) ist ein italienisch-französisches Filmdrama aus dem Jahr 1987. Regie führte Giuliano Montaldo nach einem Roman von Giorgio Bassani.

## Handlung
Die Handlung spielt in Ferrara im Jahr 1938. Der jüdischstämmige Student David Lattes und der seine Homosexualität verheimlichende Arzt Athos Fadigati werden gesellschaftlich immer mehr isoliert.
Lattes verbindet eine Beziehung mit Nora Treves, deren Vater krank wird und stirbt. Der Mann wird bei Beibehaltung der jüdischen Rituale bestattet. Lattes streitet mit dem eigenen Vater, der die Nachrichten über die Judenverfolgung in Deutschland verharmlost. Der Mann meint, etwas Ähnliches könne in Italien nicht passieren, während Lattes darauf hinweist, dass alle fünf jüdischen Professoren der örtlichen Universität erst kürzlich entlassen wurden.
Fadigati verliebt sich in den bildschönen Studenten Eraldo und bekennt sich offen zu seiner Neigung. Als er erfahren muss, dass dieser ihn nicht wirklich liebt, sondern letztlich verachtet, begeht Fadigati Suizid, indem er sich im Fluss ertränkt.

## Kritiken
Filmdienst schrieb, der Film biete eine „psychologisch stimmige, schauspielerisch überzeugende Darstellung der Isolation eines Menschen, der aus dem Rahmen sozialer Normen“ falle. Er sei „dezent in der Behandlung des Themas, doch unverbindlich als Geschichtsdarstellung und oberflächlich in der gelackten Bildästhetik, die zum Selbstzweck“ würde.
Die Zeitschrift Cinema schrieb, der Film biete ein „einfühlsames Porträt mit der grandiosen Musik von Ennio Morricone. Fazit: Superb gespielt, sensibel, melancholisch“.
Prisma urteilte, „der Film ist eine eindrucksvolle Auseinandersetzung mit den Ursachen und Konsequenzen des politischen Opportunismus. Regisseur Giuliano Montaldo entwirft hier ein differenziertes Bild einer Gesellschaft, die Menschen wegen ihrer „Andersartigkeit“ in die Isolation treibt.“

## Auszeichnungen
Das Produktionsdesign und die Kostüme wurden im Jahr 1987 mit dem Premio Osella der Internationalen Filmfestspiele von Venedig ausgezeichnet. Ennio Morricone gewann 1988 den David di Donatello.
Die Deutsche Film- und Medienbewertung FBW in Wiesbaden verlieh dem Film das Prädikat besonders wertvoll.

## Hintergründe
Der Film wurde in Ferrara gedreht. Die Weltpremiere fand in Italien am 24. September 1987 statt.
Eine DVD-Veröffentlichung in Deutschland steht bislang aus.